# 奥列尼诺 (特维尔州)
奥列尼诺（羅馬化：Olenino）是俄罗斯特维尔州的市级镇，为该州奥列尼诺区行政中心及规模最大聚居地，也是该区唯一的一座市级镇。地处特维尔州西南部，位于州府特维尔西南方，附近城市有勒热夫和涅利多沃。
镇内设有同名铁路车站，位于莫斯科－里加线上。M9公路（波罗的海公路）从该镇以北约5公里处经过。
建于1898年，时为车站村。该地2022年人口有4,514人；2010年人口4,918；2002年人口5,247；1989年人口5,881。